# Miękisz spichrzowy

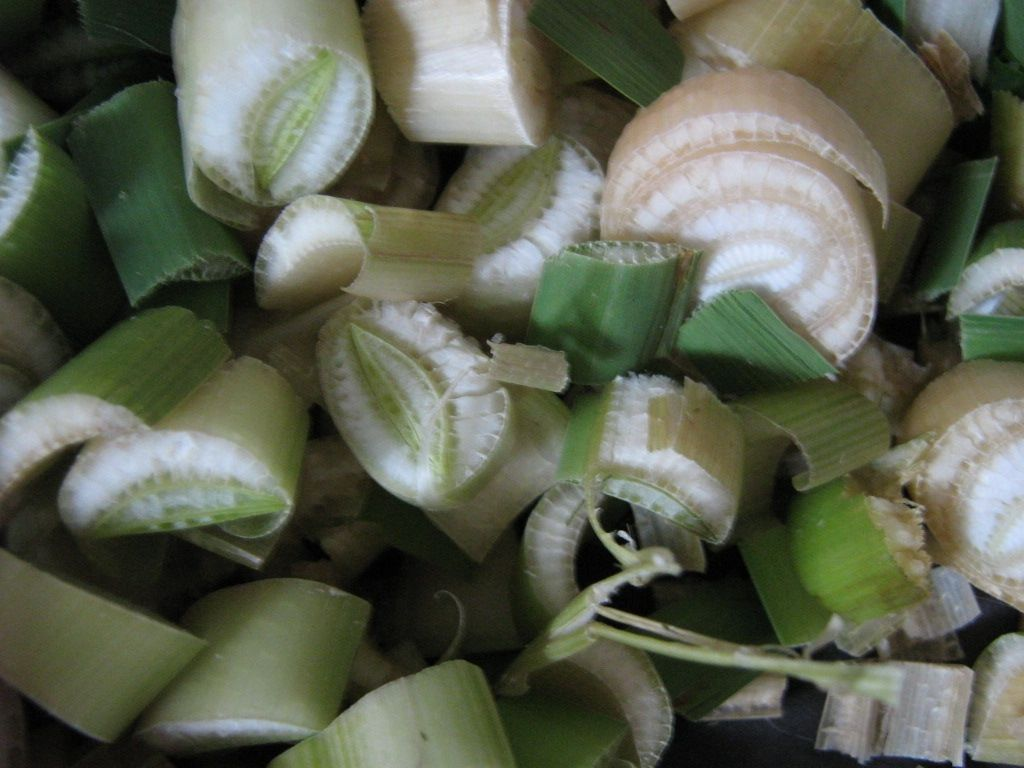
Przekrój przez liście pałki szerokolistnej, zewnętrzne liście wypełnione miękiszem powietrznym, wewnętrzne - miękiszem spichrzowym (skrobionośnym)

Miękisz spichrzowy – jedna z tkanek roślinnych, miękiszowych. Magazynuje, gromadzi materiały zapasowe (skrobia, tłuszcze, białka) lub wodę. Komórki miękiszu magazynujące substancje pokarmowe najczęściej mają cienkie ściany komórkowe. Wyjątkiem są komórki odkładające hemicelulozę. Rolę tkanki spichrzowej może spełniać miękisz łodygi, korzeniach, nasion oraz owoców. W łodydze i korzeniu materiały zapasowe gromadzone są w miękiszu kory pierwotnej, promieni łykodrzewnych, a także miękisz drzewny i miękisz łykowy. Tkanka spichrzowa jest szczególnie dobrze rozwinięta w korzeniach. Na przykład u roślin z rodzaju Robinia może stanowić do 60% objętości tego organu. W pniu objętość tkanki spichrzowej dochodzi do 40%. Miękisz gromadzący wodę jest szczególną odmianą miękiszu spichrzowego nazywaną miękiszem wodnym. Komórki miękiszu wodnego mają duże wakuole, w których magazynowana jest woda.  Wszystkie elementy magazynujące substancje zapasowe i wodę określane są jako układ spichrzowy.